# Почалково (Куявсько-Поморське воєводство)
Почалково (пол. Poczałkowo) — село в Польщі, у гміні Александрув-Куявський Александровського повіту Куявсько-Поморського воєводства.
Населення — 172 особи (2011).
У 1975-1998 роках село належало до Влоцлавського воєводства.

## Демографія
Демографічна структура станом на 31 березня 2011 року:
|          | Загалом | Допрацездатний вік | Працездатний вік | Постпрацездатний вік |
| -------- | ------- | ------------------ | ---------------- | -------------------- |
| Чоловіки | 81      | 24                 | 51               | 6                    |
| Жінки    | 91      | 29                 | 51               | 11                   |
| Разом    | 172     | 53                 | 102              | 17                   |